# Architektura zorientowana na usługi
Architektura zorientowana na usługi (ang. service-oriented architecture, SOA) – koncepcja tworzenia systemów informatycznych, w której główny nacisk stawia się na definiowanie usług, które spełnią wymagania użytkownika. Pojęcie SOA obejmuje zestaw metod organizacyjnych i technicznych mający na celu powiązanie biznesowej strony organizacji z jej zasobami informatycznymi.
Mianem usługi określa się tu każdy element oprogramowania, mogący działać niezależnie od innych oraz posiadający zdefiniowany interfejs, za pomocą którego udostępnia realizowane funkcje. Sposób działania każdej usługi jest w całości zdefiniowany przez interfejs ukrywający szczegóły implementacyjne – niewidoczne i nieistotne z punktu widzenia klientów. Dodatkowo, istnieje wspólne, dostępne dla wszystkich usług medium komunikacyjne, umożliwiające swobodny przepływ danych pomiędzy elementami platformy.
Architektura SOA podobna jest do obiektów rozproszonych, jednak opisuje rozwiązanie na wyższym poziomie abstrakcji. Interfejsy usług są zazwyczaj definiowane w sposób abstrakcyjny i niezależny od platformy programistycznej. Również same usługi są często implementowane na bazie różnych technologii i udostępniane za pomocą niezależnego protokołu komunikacyjnego.
Do modelowania procesów biznesowych realizowanych w SOA można wykorzystywać notację BPMN przygotowaną m.in. do opisu tej klasy zagadnień. W modelach takich komunikacja z usługami jest modelowana jako zdarzenia typu wyślij/odbierz wiadomość (komunikat) zawierająca odpowiednie dane wysłane/pobierane do/od usługi.